# شوج نونوشيتا
شوجِ نونوشيتا (باليابانية: 埜下 荘司) (مواليد 24 مايو 1970)، هو لاعب كرة قدم ياباني سابق كان يلعب كمدافع.

## وصلات خارجية
- شوج نونوشيتا على موقع رابطة كرة القدم اليابانية للمحترفين (اليابانية)
- شوج نونوشيتا على موقع عالم كرة القدم.نت (الإنجليزية)